# Castelletto Uzzone
Castelletto Uzzone (Castlèt Usson in piemontese) è un comune italiano di 284 abitanti della provincia di Cuneo in Piemonte.

## Storia

### Simboli
Il comune di Castelletto Uzzone era sprovvisto di un proprio emblema civico quando, con regio decreto del 31 gennaio 1929, fu aggregato a Scaletta Uzzone che invece ne aveva adottato uno che viene attualmente utilizzato seppur privo di formale decreto di concessione.
Il gonfalone in uso è un drappo di colore celeste.

## Monumenti e luoghi d'interesse

### Architetture religiose
- Chiesa parrocchiale della Natività di Maria Vergine
- Chiesa parrocchiale di Sant'Antonio abate
- Cappella di San Luigi[non chiaro]

## Società

### Evoluzione demografica
Abitanti censiti

## Amministrazione
| Periodo        | Periodo        | Primo cittadino             | Partito      | Carica  | Note  |
| -------------- | -------------- | --------------------------- | ------------ | ------- | ----- |
| 14 giugno 1999 | 14 giugno 2004 | Angelo Benvenuto Bogliacino | Indipendente | Sindaco | [ 6 ] |
| 14 giugno 2004 | 8 giugno 2009  | Annamaria Molinari          | Lista civica | Sindaco | [ 7 ] |
| 8 giugno 2009  | 26 maggio 2014 | Annamaria Molinari          | Lista civica | Sindaco | [ 8 ] |
| 26 maggio 2014 | in carica      | Annamaria Molinari          | Lista civica | Sindaco | [ 9 ] |

### Altre informazioni amministrative
Il comune faceva parte della comunità montana Alta Langa e Langa delle Valli Bormida e Uzzone.